# Acacia aurea
Acacia aurea é uma espécie de leguminosa do gênero Acacia, pertencente à família Fabaceae.